# Fritiof Domö
Johan Fritiof Domö (Huskvarna, 30 de agosto de 1889 – 23 de noviembre de 1961) fue un terrateniente y político conservador sueco, célebre líder del Partido de la Coalición Moderada. Tuvo una larga trayectoria política, ocupando diversos cargos como ser el primer vicepresidente del Partido Moderado (1935–1944), y posteriormente presidente del mismo (1944–1950), ministro de gabinete durante el gobierno de Per Albin Hansson  (1939–1945), ministro de Comercio (1939–1941) y ministro de Comunicación (1944–1945). Fue Gobernador del municipio de Skaraborgs entre 1951 y 1956. Estuvo casado con Ellen Carlsson en 1915 y la pareja tuvo dos hijas.

## Primeros años
Fritiof Domö nació en Hakarp como Fritiof Gustafsson, siendo hijo del terrateniente Karl Johan Gustafsson y de su esposa Augusta Johansdotter. Estudió en Huskvarna y vivió en diversas granjas y estudiando por su propia cuenta.
En 1913 fue dueño de su propia granja, en Åsen, en las afueras de Jönköping y desde 1918 en Domö. En 1917 pasó a ser un miembro activo en la política del municipio y en 1922 fue miembro del Skaraborgs läns hushållningssällskaps förvaltningsutskott (Comité de Gestión del Servicio de Limpieza de Skaraborgs).

## Carrera política
Desde 1928 Domö fue elegido diputado por la circunscripción de Skaraborg, y en el Riksdag  se hizo conocido como un político que realizó muchas mociones y también por poseer amplios conocimientos sobre agricultura. En 1933 pasó a ser suplente en el comité especial para crisis políticas, participó en las investigaciones agrícolas por el Riksdag en 1938.
En 1935 fue nombrado vicepresidente de la Asociación Nacional de Derechos. Y desde 1936 en el presidente del Riksdag. Como dirigente mencionó el "problema judío" y apoyó una política sueca restrictiva en contra de refugiados.
En 1939 fue parte del gabinete de Hansson, ocupando el cargo de ministro de Comercio.

## Dirigente de derecha
Después de que el profesor Gösta Bagge había anunciado que pretenda renunciar a la presidencia del Partido Moderado, Domö se convirtió en el candidato fuerte para sucederlo. Muchos apoyaron a su rival Martin Skoglund pero rechazó postularse al cargo. Entre 1946 y 1949 fue el presidente de la bancada de su partido.